# Fedor Moačanin
Fedor Moačanin (Zagreb, 22. kolovoza 1918. – Zagreb, 9. travnja 1997.), bio je hrvatski povjesničar i muzejski djelatnik. Kao povjesničar posebice se bavio prošlošću Vojne krajine.

## Životopis
Fedor Moačanin rodio se je u Zagrebu 1918. godine. Od 1945. godine radio je u Gipsoteci, poslije Gliptoteci JAZU u Zagrebu. Studij povijesti završio je u Zagrebu 1946. godine. Od 1948. godine bio je kustos u Muzeju Srba u Hrvatskoj a od 1962. godine, nakon spajanja toga muzeja s Povijesnim muzejom Hrvatske, imenovan je njegovim ravnateljem. Od 1966. do 1983. godine i umirovljenja radio je u Muzeju za umjetnost i obrt u Zagrebu. Organizirao je veći broj izložba: o srpskim knjigama i tiskovinama, 1950. godine; izložbu povodom 300. obljetnice bitke kraj Sigeta, 1966. godine; o Vojnoj krajini, 1980. godine; Judaica, 1984. godine. Kao muzejski djelatnik obnašao je dužnost tajnika Nacionalnoga komiteta Internacionalnoga muzejskog vijeća (International Council of Museums/ICOM).

## Djela
- Iz albuma i ormara: odjeća i fotografija od vremena bidermajera do kraja XIX stoljeća: Muzej za umjetnost i obrt, Zagreb, 23. prosinac 1980-12. siječanj 1981., Muzej za umjetnost i obrt, Zagreb, 1980. (suautori Jelena Ivoš, Marija Tonković i Zvonimir Mikas)
- Vojna krajina u Hrvatskoj, Povijesni muzej Hrvatske, Zagreb, 1981., (suautor Mirko Valentić)
- Mjerači vremena: izložba posvećena I. međunarodnom kongresu za povijesnu metrologiju Zagreb, listopad 1975, Muzej za umjetnost i obrt, Zagreb, 1975. (suautori Ivan Gerersdorfer i Zdenka Munk)
- Judaica: Muzej za umjetnost i obrt, 21. veljače do 18. ožujka 1984., Muzej za umjetnost i obrt, Zagreb, 1984.
- Radovi iz povijesti Vojne krajine, priredila Nataša Štefanec, SKD "Prosvjeta", Zagreb, 2016.[2]

## Vanjske poveznice
- Fedor Moačanin, Organizacijske strukture Vojne krajine do sredine 18. st. // Arhivski vjesnik, br. 34-35, Studeni 1992., str.  157. – 163., (Hrčak)